# Dimecoenia ciligena
Dimecoenia ciligena är en tvåvingeart som först beskrevs av Camillo Rondani 1868.  Dimecoenia ciligena ingår i släktet Dimecoenia och familjen vattenflugor. Inga underarter finns listade i Catalogue of Life.